# Stephanauge bulbosa
Stephanauge bulbosa är en havsanemonart som beskrevs av Oscar Henrik Carlgren 1928. Stephanauge bulbosa ingår i släktet Stephanauge och familjen Hormathiidae. Inga underarter finns listade i Catalogue of Life.